# Escudo de Caravia

Escudo de Caravia: Este consejo carece de escudo tal como se entiende en las leyes de la heráldica, ya que en su segundo cuartel pone las armas de la familia Cutre, que es un sol de oro en campo de plata y la ley heráldica prohíbe poner metal sobre metal. Tal como aparece coloreado en modo alguno puede ser considerado como un escudo de armas. Lo que utiliza el ayuntamiento se considera un emblema.
Así pues su emblema es cortado y medio partido.
- Primera cuartel cortado: la Cruz de los Ángeles de oro y piedras preciosas acompañada de dos ángeles vestidos y alados.

- Segundo cuartel medio partido: un sol que son las armas de Cutre.

- Tercer cuartel partido y dividido en dos: en la primera parte un águila de sable y en la segunda parte una torre de piedra natural.

Al timbre corona del Príncipe de Asturias. 
- Datos: Q8777886